# Vit aspsopp
Vit aspsopp (Leccinum albostipitatum) är en ätlig svamp av släktet strävsoppar som växer med asp, med vilka den bildar ektomykorrhiza.
Hatten är orange på ovansidan med vita porer på undersidan. Foten är vit med vita fjäll och även köttet är vitt, båda blånar vid tryck eller snitt.  I Sverige bildas fruktkroppar mellan juli–oktober, med topp i september.
Liksom andra strävsoppar kan vit aspsopp orsaka illamående och magont om de inte är tillräckligt tillagade.